# Truth to Power
Truth to Power è un singolo  del gruppo musicale statunitense OneRepublic, pubblicato il 30 giugno 2017.
Il 28 luglio 2017 gli OneRepublic presentano il brano durante il programma televisivo americano Late Night with Seth Meyers!.

## Descrizione
Il brano è stato scritto dai membri del gruppo e prodotto da Ryan Tedder e Brent Kutzle.
Il giorno della sua pubblicazione è stato accompagnato da un lyric video caricato sul profilo Vevo degli artisti.
Truth to Power è stato inserito nella colonna sonora del film Una scomoda verità 2 (An Inconvenient Sequel: Truth to Power), uscito nelle sale cinematografiche il 28 luglio 2017.

## Tracce
1. Truth to Power – 3:25 (Ryan Tedder, Brent Kutzle, Drew Brown, Zach Filkins)